# Suhînivka, Kobeleakî
Suhînivka (în ucraineană Сухинівка) este localitatea de reședință a comunei Suhînivka din raionul Kobeleakî, regiunea Poltava, Ucraina.

## Demografie
Componența lingvistică a localității Suhînivka
     Ucraineană (96,4%)
     Rusă (2,88%)
     Alte limbi (0,72%)
Conform recensământului din 2001, majoritatea populației localității Suhînivka era vorbitoare de ucraineană (96,4%), existând în minoritate și vorbitori de rusă (2,88%).